# Gerhard Gaul

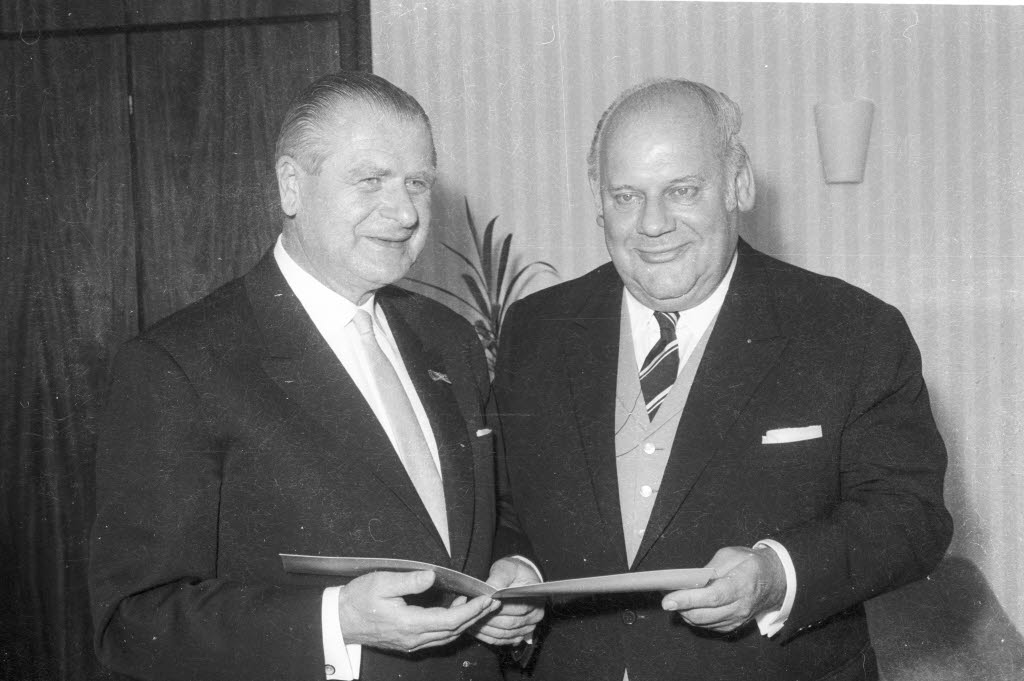
Justizminister Gerhard Gaul (rechts) und sein Vorgänger Bernhard Leverenz (Foto: 1967)

Gerhard Gaul (* 9. August 1909 in Lübeck; † 17. Dezember 1982 ebenda) war ein deutscher Jurist, Marineoberstabsrichter im Zweiten Weltkrieg und Politiker der CDU.

## Leben

### Ausbildung und Beruf
Gaul studierte nach dem Abitur von 1928 bis 1931 Rechtswissenschaften an den Universitäten Tübingen, Berlin und Göttingen. In Tübingen wurde er Mitglied des Corps Rhenania. 1931 bestand er sein Referendarexamen und 1935 sein Assessorexamen. Nach den Staatsexamina ließ er sich als Rechtsanwalt und Notar in Lübeck nieder.
Ab September 1933 war Gaul SA-Mitglied, am 19. Juni 1937 beantragte er die Aufnahme in die NSDAP und wurde rückwirkend zum 1. Mai desselben Jahres aufgenommen (Mitgliedsnummer 5.098.295).

### NS-Richter im Zweiten Weltkrieg
Während des Zweiten Weltkriegs betätigte er sich als Marinerichter und war bekannt für seine Gnadenlosigkeit. Ihm sind mindestens drei Todesurteile nachzuweisen, die er 1942/43 wegen Fahnenflucht, Wehrmittelbeschädigung und Disziplinlosigkeit fällte. So verurteilte er am 14. April 1942 den Matrosen Walter Rötcher mit folgender Begründung zum Tode: „Für die Fahnenflucht ist die Todesstrafe ausgesprochen. Sie ist notwendig. In einer Zeit, in der zahllose Männer ihren Beruf und ihre Familie verlassen, um an ihrer Stelle als anständige Soldaten ihre Pflicht gegenüber Führer und Volk erfüllen und ihren Fahneneid mit ihrem Leben besiegeln, verdient ein Mann wie der Angeklagte keine Milde. Selbst, wenn ihm zugutegehalten wird, dass er ein haltloser und zielloser Charakter ist, so würde eine langjährige Zuchthausstrafe bei diesem Angeklagten überhaupt keinen Zweck haben. […] Asoziale Elemente wie der Angeklagte müssen rücksichtslos ausgemerzt werden.“ Walter Rötcher wurde am 1. Juni 1942 in Spaden bei Wesermünde hingerichtet.
Ein weiteres Todesurteil fällte Gaul am 27. Januar 1943 an Bord des Trossschiffs Kärnten. Dem 20-jährigen Matrosen Karl-Heinz Lichters war unter anderem Gehorsamsverweigerung vorgeworfen worden. Ein ehemaliges Besatzungsmitglied berichtete später vom Gebrüll des vorsitzenden Marinerichters. Der verurteilte Matrose wurde am 4. März 1943 in einer Bucht des Rombaksfjordes hingerichtet.
Eine unter Folter erzwungene Selbstbeschuldigung des Norwegers Finn Hauge würdigte er am 16. Februar 1943 in seiner Urteilsbegründung als „Geständnis“: „Selbst wenn der Angeklagte in der langwierigen und durch das anfängliche Leugnen schwierigen Vernehmung scharf angefasst sein sollte, bestehen doch keine Bedenken.“ Gnade gewährte Marinerichter Gaul nicht, wie aus einem Aktenvermerk hervorgeht: „Ich befürworte einen Gnadenerweis nicht.“ Der 32-jährige Norweger wurde am Abend des 6. April 1943 erschossen.
Danker und Lehmann-Himmel charakterisieren Gaul in ihrer Studie über das Verhalten und die Einstellungen der Schleswig-Holsteinischen Landtagsabgeordneten und Regierungsmitglieder der Nachkriegszeit in der NS-Zeit als „exponiert-nationalsozialistisch“ und „Verfolgungsakteur“.

### Nachkriegszeit
Gaul geriet bei Kriegsende in Gefangenschaft und wurde 1946 aus dieser entlassen.
Nach dem Krieg arbeitete er wieder als Rechtsanwalt und Notar in Lübeck. In seiner Funktion als Rechtsanwalt vertrat er im Frühjahr 1948 die Interessen von Elise Hildebrandt, der Frau des zum Tode verurteilten Kriegsverbrechers Friedrich Hildebrandt. In ihrem Namen stellte Gaul am 5. April ein Gnadengesuch, das den ehemaligen Gauleiter Hildebrandt vor der Hinrichtung bewahren sollte.

### Kommunal- und Landespolitiker
Gaul betätigte sich später sowohl in der Lübecker Kommunalpolitik und in der Landespolitik von Schleswig-Holstein. Er wurde 1959 in die Lübecker Bürgerschaft gewählt und war von 1959 bis 1962 ehrenamtlicher Senator der Hansestadt, von 1962 bis 1966 und 1974 bis 1979 als Stadtpräsident deren höchster Vertreter.
Von 1967 bis 1969 war er Justizminister und anschließend 1969 kurzzeitig Wirtschaftsminister im Kabinett des schleswig-holsteinischen Ministerpräsidenten Helmut Lemke.
In seiner Funktion als schleswig-holsteinischer Justizminister argumentierte er vehement gegen die Verlängerung der Verjährungsfrist für NS-Verbrechen.
Am 29. November 1979 trat er altersbedingt als Lübecker Stadtpräsident zurück.

## Ehrungen
Gaul war Träger zahlreicher in- und ausländischer Orden und Ehrenzeichen. 1964 wurde ihm die Freiherr-vom-Stein-Gedenkmedaille verliehen. 1972 erhielt er zudem das Große Bundesverdienstkreuz und 1978 wurde er zum Großoffizier des portugiesischen Ordens des Infanten Dom Henrique ernannt. Seine Heimatstadt Lübeck zeichnete ihn 1982 mit der Bene Merenti Gedenkmünze aus.
Am 15. Dezember 1979 wählte ihn das Tübinger Corps Rhenania zum Ehrenmitglied.

## Veröffentlichungen
- 300 Jahre Lübecker Bürgerschaft. In: Der Wagen 1966, S. 9–15.
- Das schmunzelnde Holstentor. Statt Geschichte-Stadtgeschichten. Lübecker Nachrichten Verlag, Lübeck 1981, ISBN 3-87498-290-4.
- Gedanken wurden Worte: Reden von Gerhard Gaul. Hansisches Verlagskontor, Lübeck 1982.